# Acacia richii
Acacia richii е вид растение от семейство Бобови (Fabaceae). Видът е незастрашен от изчезване.

## Разпространение
Разпространен е във Фиджи.